# Crwth

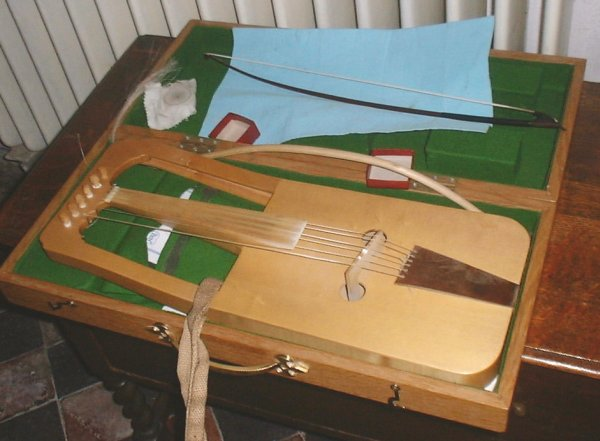
Crwth és vonója, tokban

A crwth (ejtsd: [kruːθ] vagy [krʊθ]) vagy krotta egy ősi kelta eredetű vonós hangszer Walesből.
Felépítése a klasszikus lyrához hasonlít. Érintők nélküli fogólapja van, és 6 húrja, melyek általában G-g-D-d-C-c. A G húr a fogólap mellett, vele párhuzamosan halad, valószínűleg ezt pengetésre is használták. Ami még említésre méltó, hogy a láb egyik talpa itt a tető kiiktatásával egy lyukon keresztül közvetlenül a lélekre (vagyis a hátra) támaszkodik, csak a másik van kapcsolatban a tetővel.
A középkorban igen kedvelt volt, többek között a minnesängerek és a trubadúrok is használták.
A crwth-on elég sokféleképpen lehet játszani: lehet úgy tartani, mint a hegedűt, úgy mint a csellót, de akár úgy is, hogy a hangszert a mellünkhöz támasztjuk, és úgy húzzuk a vonót.
A hangszer hangja csak hangterjedelmében marad el a modern hegedűtől; hangjának erőssége, „stabilitása” méltán kelhetne versenyre a hegedűvel.